# Karersee (Welschnofen)

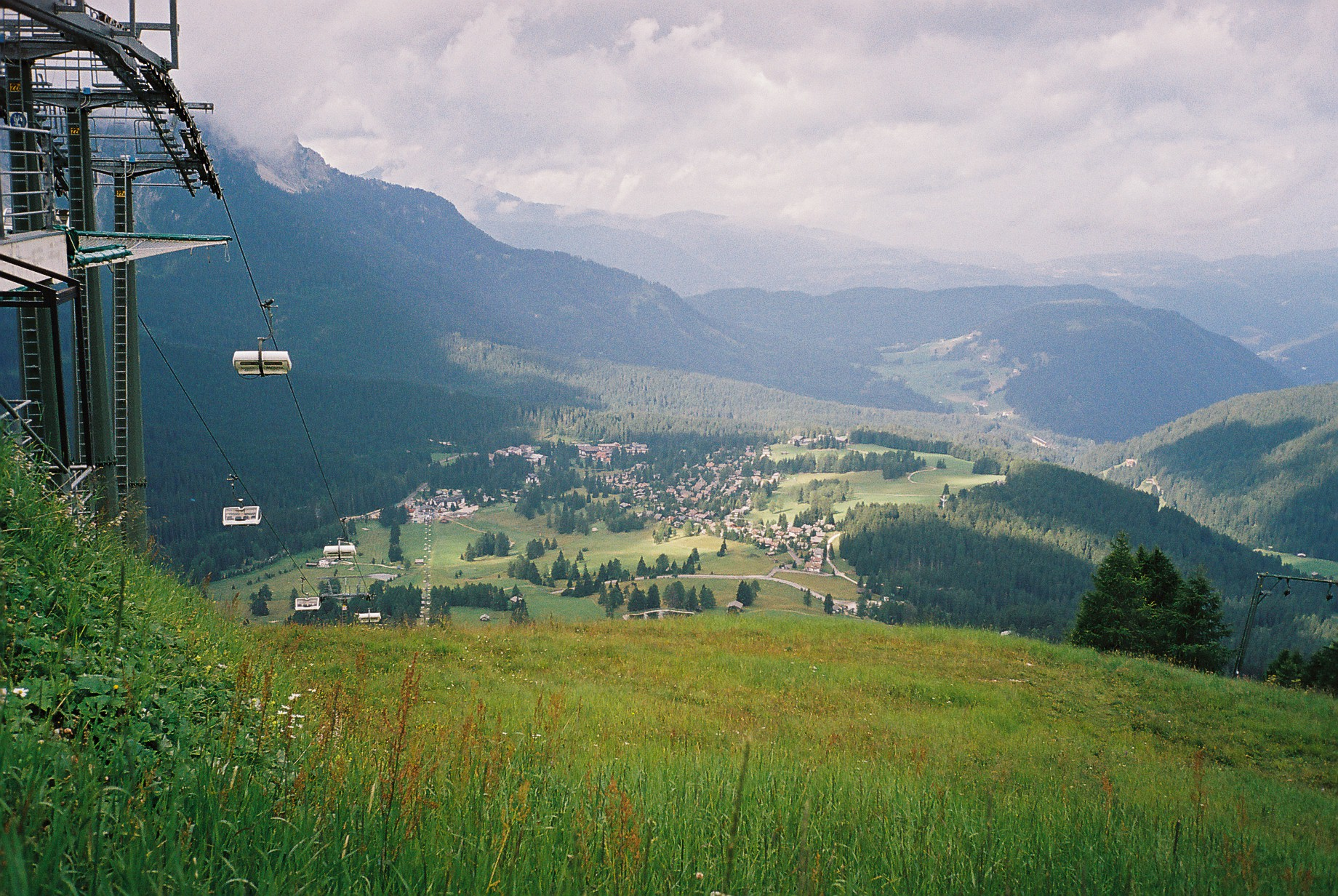
Dorf Karersee

Karersee (italienisch Carezza al Lago) ist ein Ort in der Gemeinde Welschnofen in Südtirol. 

## Lage
Der Ort liegt zwischen dem Karersee und dem Karerpass in den Dolomiten, im Nordosten und Südosten überragt von Rosengarten und Latemar. Die Höhenlage des Dorfs beträgt 1650 m. Für den Kraftverkehr erschlossen ist er in erster Linie durch die SS 241.

## Wirtschaft
In Karersee gehört der Wintertourismus neben dem Sommertourismus zu einem der wichtigsten Wirtschaftsfaktoren. Dies lässt sich auch daraus erkennen, dass in Welschnofen auf 1700 Einwohner knapp 1400 Gästebetten vorhanden sind. Es sind jedoch auch noch einige Bauernhöfe mit Viehwirtschaft vorhanden. Die gesamte landwirtschaftliche Nutzfläche beläuft sich auf rund 4194 ha.

## Veranstaltungen
International bekannt ist Karersee durch den seit 2007 durchgeführten jährlichen Wintertriathlon, eine Extremsportart, die aus Tourenski, Paragleiter und Mountainbike besteht.